# Campioni di Kamigawa
(Hisoka, Sensei di Minamo)

Il torii è il simbolo dell'espansione

Campioni di Kamigawa (in inglese Champions of Kamigawa) è un'espansione del gioco di carte collezionabili Magic: l'Adunanza. In vendita in tutto il mondo dal 1º ottobre 2004, Campioni di Kamigawa è il primo set del blocco di Kamigawa, che comprende anche le due successive espansioni: Traditori di Kamigawa e Liberatori di Kamigawa.

## Ambientazione
(Le Grandi Battaglie di Kamigawa)
L'ambientazione di questo set è un piano dimensionale completamente nuovo e mai esplorato prima: Kamigawa. Questo piano è ispirato alla cultura giapponese e presenta le caratteristiche tipiche del Giappone feudale e una cosmologia di ispirazione shintoista.
Il piano è attualmente scosso dall'inizio di una guerra tra i kami e le altre razze del piano, causata dal rapimento della "figlia" del kami supremo O-kagachi da parte del daimyo umano Takeshi Konda, signore di Eijango.
(Le Grandi Battaglie di Kamigawa)

## Caratteristiche
Campioni di Kamigawa è composta da 306 carte, stampate a bordo nero, così ripartite:
- colore: 50 bianche, 50 blu, 50 nere, 50 rosse, 50 verdi, 22 incolori, 34 terre.
- per rarità: 110 comuni, 88 non comuni, 88 rare, 20 terre base.

Il simbolo dell'espansione è un torii, e si presenta nei consueti tre colori a seconda della rarità: nero per le comuni, argento per le non comuni, e oro per le rare.
Campioni di Kamigawa è disponibile in bustine da 15 carte casuali, mazzi da torneo da 75 carte casuali, e in 4 mazzi tematici precostituiti da 60 carte ciascuno:
- La Rinascita del Kami (nero/verde)
- Il Sentiero del Serpente (verde)
- Flagello degli Spiriti (rosso)
- La Via del Guerriero (bianco)

Campioni di Kamigawa fu presentata in tutto il mondo durante i tornei di prerelease il 18 settembre 2004, in quell'occasione venne distribuita una speciale carta olografica promozionale: il drago leggendario Ryusei, la Stella Cadente, che presentava un'illustrazione alternativa rispetto alla carta che si poteva trovare nelle bustine.
Questo set di espansione del gioco presenta la più alta concentrazione di permanenti leggendari rispetto a ogni altro set, perfino all'espansione Leggende. La regola che stabilisce il funzionamento di questo tipo di carte è stata modificata, e per la prima volta nel gioco compaiono degli incantesimi leggendari.
Il ciclo di tre espansioni inaugurato da Campioni di Kamigawa si ispira apertamente alla cultura giapponese, con riferimenti a figure mitologiche e del folklore popolare, a stili di vita e persino all'architettura e all'abbigliamento nelle illustrazioni delle carte. Una cosa simile era avvenuta già una volta nella storia del gioco, il ciclo di Mirage infatti si ispirava in un modo analogo alla cultura africana. L'espansione Arabian Nights invece presentava luoghi e personaggi originali della cultura araba, presi soprattutto dalla raccolta Le mille e una notte; in seguito alla polemica suscitata dalla pubblicazione di alcuni versi del corano nei testi delle carte, la Wizards of the Coast decise di non utilizzare più ambientazioni reali nelle future espansioni del gioco per non offendere la sensibilità di nessuno, e difatti Mirage e Kamigawa sono ambientate in luoghi di fantasia, rispettivamente Dominaria e Kamigawa appunto.

### Ristampe
Nell'espansione sono state ristampate le seguenti carte da set precedenti:
- Inquinare (presente nell'espansione Saga di Urza e nel set base Settima Edizione)
- Richiamo (presente in tutti i set base del gioco tranne che nella Nona Edizione, e nelle espansioni Era Glaciale e Maschere di Mercadia)
- Pioggia di Pietre (presente in tutti i set base del gioco fino alla Nona Edizione compresa, nei set introduttivi Portal, Portal Second Age, Portal Three Kingdoms, Starter 1999 e Starter 2000, e nei set di espansione Era Glaciale, Mirage, Tempesta e Maschere di Mercadia)

## Novità
L'uscita di Campioni di Kamigawa ha introdotto una piccola modifica delle regole che riguardano i permanenti leggendari, la possibilità per le carte di essere “girate”, la possibilità per gli istantanei e le stregonerie di avere un sottotipo, e nuove abilità definite da parola-chiave.

### Nuove abilità

#### Bushido
È un'abilità di cui sono dotate di solito le creature samurai: una creatura con bushido diventa più forte quando combatte. Una creatura con Bushido X, in particolare, prende +X/+X fino alla fine del turno ogni volta che blocca o che viene bloccata, (non importa da quante creature, l'abilità si attiva solo una volta per combattimento). Se in uno stesso turno hanno luogo due o più fasi di combattimento, una creatura con bushido verrà nuovamente potenziata ogni volta che bloccherà o sarà bloccata (su di essa rimarranno però fino alla fine del turno tutti i danni che ha già subito).

#### Muta-Anima
È un'abilità di cui sono dotate molte creature Spirito, che permette loro di trasformarsi in altri spiriti quando muoiono. Una carta con Muta-anima X, quando finisce in un cimitero dal campo di battaglia, permette di riprendere in mano una carta spirito bersaglio con costo di mana convertito pari o inferiore a X dal cimitero stesso.
Un caso particolare riguarda il Garami Ramo-Biforcuto. Esso infatti è l'unica carta in cui l'abilità è stampata due volte. Di conseguenza quando finisce al cimitero si attivano entrambe, dando così al giocatore la possibilità di scegliere se usare ciascuna abilità per recuperare una carta (e recuperando quindi due carte) od usarle entrambe su una singola carta (in questo caso se nessuna delle due abilità viene neutralizzata la seconda ad attivarsi si neutralizza istantaneamente).

#### Unire
È un'abilità che ti permette di sommare l'effetto di una magia in mano a quello di una seconda magia attualmente giocata. Una carta che presenti la dicitura Unire nell'[Esempio]:[costo di unione] significa: quando giochi un [Esempio] è possibile pagare il costo di unione di questa carta e aggiungere il suo effetto a quelli della magia [Esempio]. In questo modo la carta con unire rimarrà nella mano del giocatore pronta per essere giocata o unita nuovamente, nonostante il suo effetto venga applicato come parte dell'effetto della carta giocata. Nel Blocco di Kamigawa è presente solo Unire nell'Arcano.

### Arcani e Santuarii
(Osservazioni sulla Guerra dei Kami)
Con l'uscita di Campioni di Kamigawa, per la prima volta anche le magie Istantaneo e Stregoneria hanno avuto la possibilità di avere un sottotipo. L'unico introdotto in questo blocco di espansioni è il sottotipo "Arcano". Di per sé questo sottotipo non influisce sulla carta, ma ci potrebbero essere (e ci sono) carte o abilità che si riferiscono ad esso, ad esempio Unire nell'Arcano.
Una cosa analoga è successa per gli incantesimi, anche questo tipo di carta non aveva mai avuto un sottotipo, mentre in Campioni di Kamigawa sono stati stampati cinque incantesimi con il sottotipo "santuario".

### La “regola Leggendaria”
Prima dell'uscita di questa espansione esisteva il tipo di creatura “Leggenda”: se un giocatore metteva in gioco una Leggenda quando ne era già presente un'altra con lo stesso nome, quella giocata per seconda finiva direttamente nel cimitero. Questo perché le Leggende rappresentano personaggi particolari della storia, e sarebbe assurdo che ce ne siano due uguali contemporaneamente in gioco. Anche gli artefatti potevano essere leggendari. Le nuove regole invece aboliscono il vecchio tipo di creatura, e instaurano il supertipo “Leggendario”, quindi le vecchie Creatura – Leggenda diventano Creature Leggendarie con i loro tipi di creatura precedenti. Inoltre se in un qualsiasi momento due creature leggendarie con lo stesso nome sono in gioco contemporaneamente, entrambe finiscono nei cimiteri dei proprietari. La stessa cosa vale per qualsiasi altro permanente leggendario (i permanenti sono le carte che rimangono in gioco).

### Le carte Flip
Le carte flip sono stampate in modo da avere le caratteristiche di due carte differenti in una. Vengono giocate normalmente ed entrano in gioco “non girate”, (come tutte le carte), quando poi uno specifico effetto indicato sulla carta lo concede (od obbliga) la carta viene girata e le sue caratteristiche precedenti non vengono più considerate, è come se fosse una nuova carta a tutti gli effetti, con tanto di nuovo nome. Alcune carte flip addirittura cambiano tipo quando vengono girate, ad esempio diventando incantesimi quando erano creature. Quando una carta diventa girata mantiene su di sé tutti i segnalini che aveva prima, i danni le aure e gli equipaggiamenti (a meno che non possa più essere equipaggiata o incantata da questi).